# Úcar
Úcar là một đô thị trong tỉnh và cộng đồng tự trị Navarre, Tây Ban Nha. Đô thị này có diện tích là 11,86 ki-lô-mét vuông, dân số năm 2009 là 144 người với mật độ 22,14 người/km². Đô thị này có cự ly 22,2 km so với tỉnh lỵ Pamplona.

## Biến động nhân khẩu
| 1897 | 1900 | 1910 | 1920 | 1930 | 1940 | 1950 | 1960 | 1970 | 1981 | 1991 | 2001 | Bản mẫu:Población Navarra |
| ---- | ---- | ---- | ---- | ---- | ---- | ---- | ---- | ---- | ---- | ---- | ---- | ------------------------- |
| 393  | 383  | 322  | 297  | 273  | 261  | 245  | 208  | 137  | 121  | 115  | 126  | Bản mẫu:POB-NA            |